# Automédon
Pour les articles homonymes, voir Automédon (homonymie).

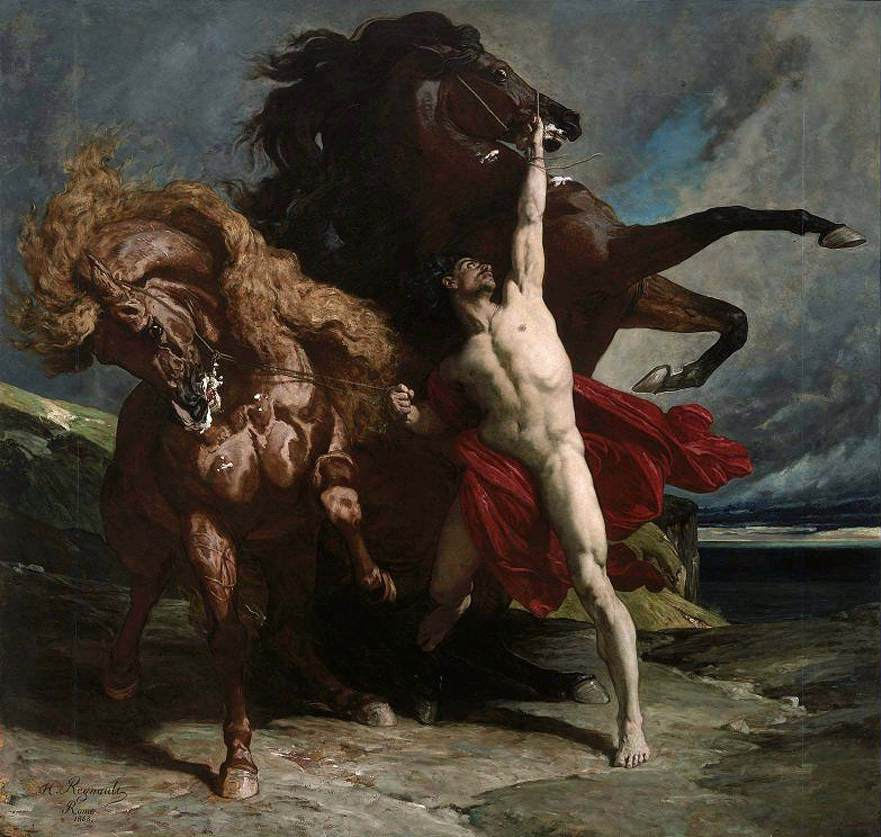
Automédon ramenant les coursiers d'Achille des bords du Scamandre par Henri Regnault, 1868, musée d'Orsay

Dans la mythologie grecque, Automédon (en grec ancien Αὐτομέδων / Automédôn) est le conducteur du char d'Achille lors de la guerre de Troie, puis de son fils Néoptolème. Natif de l’île de Scyros, il est le fils de Diorès.

## Vocabulaire
Son nom est passé dans le langage courant, un « automédon » désignant un conducteur d'attelage.

## Sources
- Homère, Iliade [détail des éditions] [lire en ligne] (IX, 209).
- Hygin, Fables [détail des éditions] [(la) lire en ligne] (XCVII).
- Virgile, Énéide [détail des éditions] [lire en ligne] (II, 477).